# Gouvernement de Moguilev
1772–1919
Entités précédentes :
- Voïevodie de Mścisław

Entités suivantes :
- Gouvernement de Gomel

Le gouvernement de Moguilev (en russe : Могилевская губернія, Moguilevskaïa goubernia) est une division territoriale, ou gouvernement, de l'Empire russe, sur le territoire de l'actuelle Biélorussie. Sa capitale était la ville de Moguilev.

## Histoire
Le gouvernement de Moguilev fut créé en 1772, à la suite de la première partition de la Pologne. Il regroupa une partie des territoires des voïvodies de Vitebsk, Mścisław, Połock et Inflanty.
En 1796, les gouvernements de Moguilev et de Polotsk furent réunis et formèrent le gouvernement de Biélorussie.
En 1802, le gouvernement de Biélorussie fut partagé entre le gouvernement de Moguilev et le gouvernement de Vitebsk.
En 1917, les gouvernements de Vitebsk, Moguilev et des parties du gouvernement de Minsk et du gouvernement de Wilna furent réunis pour former le District occidental — renommé Komouna occidentale en 1918.
En 1918, le gouvernement de Smolensk lui fut adjoint. En octobre 1919, le gouvernement de Moguilev fut supprimé et les neuf ouiezds qui le constituaient furent rattachés au gouvernement de Gomel.